# Општина Екатепек де Морелос (Мексико)
Екатепек де Морелос (шп. Ecatepec de Morelos) општина је у Мексику у савезној држави Мексико. Општина се налази на надморској висини од 2260 м.

## Становништво
Према подацима из 2010. у општини је живело 1656107 становника.

### Хронологија
| Година       | 2000                      | 2005                      | 2010                      |
| ------------ | ------------------------- | ------------------------- | ------------------------- |
| Становништво | 1622697 (797889 / 824808) | 1688258 (825624 / 862634) | 1656107 (806443 / 849664) |

### Попис
| \| \| м \| \| \| ж \| \| 0—2 \| 41.294 \| \| \| 40.147 \| \| 3—5 \| 45.137 \| \| \| 44.120 \| \| 6—11 \| 90.201 \| \| \| 87.732 \| \| 12—14 \| 43.304 \| \| \| 42.933 \| \| 15—17 \| 46.563 \| \| \| 45.975 \| \| 18—24 \| 106.925 \| \| \| 107.812 \| \| 60+ \| 60.102 \| \| \| 69.681 \| \| Просек : \| 29,5 \| \| \| 30,6 \| |         |  |  |         |
| |         |  |  |         |
| | м       |  |  | ж       |
| 0—2 | 41.294  |  |  | 40.147  |
| 3—5 | 45.137  |  |  | 44.120  |
| 6—11 | 90.201  |  |  | 87.732  |
| 12—14 | 43.304  |  |  | 42.933  |
| 15—17 | 46.563  |  |  | 45.975  |
| 18—24 | 106.925 |  |  | 107.812 |
| 60+ | 60.102  |  |  | 69.681  |
| Просек : | 29,5    |  |  | 30,6    |

| #   | Индикатор                                                                                        | Вредност |
| --- | ------------------------------------------------------------------------------------------------ | -------- |
| 1   | Становништво од 0 до 2 године                                                                    | 81441    |
| 2   | Мушко становништво од 0 до 2 године                                                              | 41294    |
| 3   | Женско становништво од 0 до 2 године                                                             | 40147    |
| 4   | Становништво са 3 и више година                                                                  | 1553883  |
| 5   | Мушко становништво са 3 и више година                                                            | 754780   |
| 6   | Женско становништво са 3 и више година                                                           | 799103   |
| 7   | Становништво са 5 и више година                                                                  | 1493967  |
| 8   | Мушко становништво са 5 и више година                                                            | 724599   |
| 9   | Женско становништво са 5 и више година                                                           | 769368   |
| 10  | Становништво са 12 и више година                                                                 | 1286693  |
| 11  | Мушко становништво са 12 и више година                                                           | 619442   |
| 12  | Женско становништво са 12 и више година                                                          | 667251   |
| 13  | Становништво са 15 и више година                                                                 | 1200456  |
| 14  | Мушко становништво са 15 и више година                                                           | 576138   |
| 15  | Женско становништво са 15 и више година                                                          | 624318   |
| 16  | Становништво са 18 и више година                                                                 | 1107918  |
| 17  | Мушко становништво са 18 и више година                                                           | 529575   |
| 18  | Женско становништво са 18 и више година                                                          | 578343   |
| 19  | Становништво од 3 до 5 година                                                                    | 89257    |
| 20  | Мушко становништво од 3 до 5 година                                                              | 45137    |
| 21  | Женско становништво од 3 до 5 година                                                             | 44120    |
| 22  | Становништво од 6 до 11 година                                                                   | 177933   |
| 23  | Мушко становништво од 6 до 11 година                                                             | 90201    |
| 24  | Женско становништво од 6 до 11 година                                                            | 87732    |
| 25  | Становништво од 8 до 14 година                                                                   | 205377   |
| 26  | Мушко становништво од 8 до 14 година                                                             | 103688   |
| 27  | Женско становништво од 8 до 14 година                                                            | 101689   |
| 28  | Становништво од 12 до 14 година                                                                  | 86237    |
| 29  | Мушко становништво од 12 до 14 година                                                            | 43304    |
| 30  | Женско становништво од 12 до 14 година                                                           | 42933    |
| 31  | Становништво од 15 до 17 година                                                                  | 92538    |
| 32  | Мушко становништво од 15 до 17 година                                                            | 46563    |
| 33  | Женско становништво од 15 до 17 година                                                           | 45975    |
| 34  | Становништво од 18 до 24 године                                                                  | 214737   |
| 35  | Мушко становништво од 18 до 24 године                                                            | 106925   |
| 36  | Женско становништво од 18 до 24 године                                                           | 107812   |
| 37  | Женско становништво од 15 до 49 година                                                           | 473638   |
| 38  | Становништво са 60 и више година                                                                 | 129783   |
| 39  | Мушко становништво са 60 и више година                                                           | 60102    |
| 40  | Женско становништво са 60 и више година                                                          | 69681    |
| 41  | Однос између мушкараца и жена                                                                    | 94.91    |
| 42  | Становништво од нуле до 14 година                                                                | 434868   |
| 43  | Становништво од 15 до 64 године                                                                  | 1120357  |
| 44  | Становништво од 65 година и више                                                                 | 80099    |
| 45  | Просечан број деце                                                                               | 2.08     |
| 46  | Становништво рођено у ентитету                                                                   | 710306   |
| 47  | Мушко становништво рођено у ентитету                                                             | 352251   |
| 48  | Женско становништво рођено у ентитету                                                            | 358055   |
| 49  | Становништво рођено у другом ентитету                                                            | 917230   |
| 50  | Мушко становништво рођено у другом ентитету                                                      | 439922   |
| 51  | Женско становништво рођено у другом ентитету                                                     | 477308   |
| 52  | Становништво од 5 година и више резидентно у ентитету у јуну 2005. године                        | 1415029  |
| 53  | Мушко становништво старосног доба од 5 година и више, резидентно у ентитету у јуну 2005. године  | 685071   |
| 54  | Женско становништво старосног доба од 5 и више година, резидентно у ентитету у јуну 2005. године | 729958   |
| 55  | Становништво од 5 година и више које је живело у другом ентитету у јуну 2005. године             | 65495    |
| 56  | Мушко становништво старије од 5 година које је живело у другом ентитету у јуну 2005. године      | 31912    |
| 57  | Женско становништво старије од 5 година које је живело у другом ентитету у јуну 2005. године     | 33583    |
| 58  | Становништво од 3 године и више које говори аутохтони језик                                      | 25475    |
| 59  | Мушко становништво старо 3 године и више које говори аутохтони језик                             | 12786    |
| 60  | Женско становништво старо 3 године и више које говори аутохтони језик                            | 12689    |
| 61  | Становништво од 3 године и више које говори аутохтони језик и не говори шпански језик            | 118      |
| 62  | Мушко становништво старо 3 године и више које говори аутохтони језик и не говори шпански         | 39       |
| 63  | Женско становништво старо 3 године и више које говори аутохтони језик и не говори шпански језик  | 79       |
| 64  | Становништво старо 3 године и више које говори аутохтони језик и шпански                         | 21633    |
| 65  | Мушко становништво старо 3 године и више које говори аутохтони језик и шпански                   | 10853    |
| 66  | Женско становништво старо 3 године и више које говори аутохтони језик и шпански                  | 10780    |
| 67  | Становништво од 5 година и више које говори аутохтони језик                                      | 25322    |
| 68  | Становништво од 5 година и више које говори аутохтони језик и не говори шпански језик            | 110      |
| 69  | Становништво од 5 година и више које говори аутохтони језик и говори шпански језик               | 21555    |
| 70  | Становништво у домородачким домаћинствима                                                        | 65182    |
| 71  | Становништво са ограничењима у активностима                                                      | 63221    |
| 72  | Становништво са ограниченим ходањем или кретањем, горе или доле                                  | 32142    |
| 73  | Становници са ограничењима вида, чак и уз кориштење сочива                                       | 19966    |
| 74  | Становништво са ограничењима говора, комуникације или конверзације                               | 4797     |
| 75  | Становништво са ограниченим слухом                                                               | 6346     |
| 76  | Становништво са ограничењима при одевању, купању или јелу                                        | 2769     |
| 77  | Становништво са ограничењима у опажању или учењу једноставних ствари                             | 2937     |
| 78  | Становништво са менталним ограничењима                                                           | 6182     |
| 79  | Становништво без ограничења активности                                                           | 1564521  |
| 80  | Становништво од 3 до 5 година које не похађа школу                                               | 42870    |
| 81  | Мушко становништво од 3 до 5 година које не похађа школу                                         | 21745    |
| 82  | Женско становништво од 3 до 5 година које не похађа школу                                        | 21125    |
| 83  | Становништво од 6 до 11 година које не похађа школу                                              | 4618     |
| 84  | Мушко становништво од 6 до 11 година које не похађа школу                                        | 2489     |
| 85  | Женско становништво од 6 до 11 година које не похађа школу                                       | 2129     |
| 86  | Становништво од 12 до 14 година које не похађа школу                                             | 4982     |
| 87  | Мушко становништво од 12 до 14 година које не похађа школу                                       | 2760     |
| 88  | Женско становништво од 12 до 14 година које не похађа школу                                      | 2222     |
| 89  | Становништво од 15 до 17 година похађа школу                                                     | 68310    |
| 90  | Мушко становништво од 15 до 17 година похађа школу                                               | 33626    |
| 91  | Женско становништво између 15 и 17 година живота у школи                                         | 34684    |
| 92  | Становништво од 18 до 24 године похађа школу                                                     | 68745    |
| 93  | Мушко становништво од 18 до 24 године похађа школу                                               | 34628    |
| 94  | Женско становништво од 18 до 24 године похађа школу                                              | 34117    |
| 95  | Становништво од 8 до 14 година које не може да чита и пише                                       | 2895     |
| 96  | Мушко становништво старосног доба од 8 до 14 година које не може да чита и пише                  | 1607     |
| 97  | Женско становништво старосног доби од 8 до 14 година које не може да чита и пише                 | 1288     |
| 98  | Становништво од 15 година и више које је неписмено                                               | 32357    |
| 99  | Мушко становништво од 15 година и више које је неписмено                                         | 9875     |
| 100 | Женско становништво од 15 година и више које је неписмено                                        | 22482    |
| 101 | Становништво старо 15 и више година без школовања                                                | 45185    |
| 102 | Мушко становништво старо 15 и више година без школовања                                          | 15965    |
| 103 | Женско становништво старо 15 и више година без школовања                                         | 29220    |
| 104 | Становништво старосног доба 15 и више година са непотпуним основним образовањем                  | 88347    |
| 105 | Мушко становништво старосног доба од 15 година и више са непотпуном основним образовањем         | 37214    |
| 106 | Женско становништво старосног доба 15 и више година са непотпуном основним образовањем           | 51133    |
| 107 | Становништво старо 15 и више година са комплетним основним образовањем                           | 184110   |
| 108 | Мушко становништво старо 15 година и више са комплетним основним образовањем                     | 82105    |
| 109 | Женско становништво старо 15 и више година са комплетним основним образовањем                    | 102005   |
| 110 | Становништво старосног доба 15 и више година са непотпуним средњим образовањем                   | 59908    |
| 111 | Мушко становништво старосног доба од 15 година и више са непотпуним средњим образовањем          | 33309    |
| 112 | Женско становништво старосног доба од 15 година и више са непотпуним средњим образовањем         | 26599    |
| 113 | Становништво старо 15 и више година са пуним секундарном образовањем                             | 301691   |
| 114 | Мушко становништво старосног доба од 15 година и више са пуним секундарном образовањем           | 152831   |
| 115 | Женско становништво старосног доба од 15 година и више са пуним секундарном образовањем          | 148860   |
| 116 | Становништво старије од 18 година са постосновним образовањем                                    | 469663   |
| 117 | Мушко становништво старије од 18 година са постосновним образовањем                              | 232784   |
| 118 | Женско становништво старије од 18 година са постосновним образовањем                             | 236879   |
| 119 | Просечна оцена школовања                                                                         | 9.43     |
| 120 | Просечан ниво образовања мушке популације                                                        | 9.65     |
| 121 | Просечан ниво образовања женског становништва                                                    | 9.22     |
| 122 | Економски активно становништво                                                                   | 699245   |
| 123 | Економски активна мушка популација                                                               | 456236   |
| 124 | Економски активна женска популација                                                              | 243009   |
| 125 | Становништво које није економски активно                                                         | 583037   |
| 126 | Мушко становништво које није економски активно                                                   | 160679   |
| 127 | Женско становништво које није економски активно                                                  | 422358   |
| 128 | Запослено становништво                                                                           | 661748   |
| 129 | Запослено мушко становништво                                                                     | 428496   |
| 130 | Запослено женско становништво                                                                    | 233252   |
| 131 | Незапослена популација                                                                           | 37497    |
| 132 | Незапослена мушка популација                                                                     | 27740    |
| 133 | Незапослена женска популација                                                                    | 9757     |
| 134 | Становништво без права на здравствене услуге                                                     | 699848   |
| 135 | Становништво које има право на здравствене услуге                                                | 932548   |
| 136 | Становништво које има право на ИМСС                                                              | 593406   |
| 137 | Становништво које има право на социјално осигурање                                               | 109268   |
| 138 | Становништво које има право на државно социјално осигурање                                       | 12271    |
| 139 | Становништво које има право на опште осигурање или здравствено осигурање за нову генерацију      | 163361   |
| 140 | Становништво које је било једном или није било у браку током 12 година и више                    | 454883   |
| 141 | Венчано или уједињено становништво од 12 година и више                                           | 696282   |
| 142 | Становништво које је било у браку или уједињено 12 година и више                                 | 133063   |
| 143 | Становништво са католичком религијом                                                             | 1365925  |
| 144 | Протестанти, еванђелисти и библијски следбеници различити од еванђелиста                         | 136407   |
| 145 | Становништво са другим религијама различитим од претходних                                       | 2848     |
| 146 | Становништво без религије                                                                        | 71086    |
| 147 | Укупно пописаних домаћинства                                                                     | 412401   |
| 148 | Пописна домаћинства на челу са мушкарцима                                                        | 312543   |
| 149 | Пописна домаћинства на челу са женама                                                            | 99858    |
| 150 | Становништво у пописним домаћинствима                                                            | 1635477  |
| 151 | Становништво у пописним домаћинствима на челу са мушкарцима                                      | 1285256  |
| 152 | Становништво у пописним домаћинствима на челу са женама                                          | 350221   |
| 153 | Укупно домаћинстава                                                                              | 473784   |
| 154 | Укупно насељених домаћинстава                                                                    | 419118   |
| 155 | Укупно приватних кућа                                                                            | 467067   |
| 156 | Насељени приватни домови                                                                         | 412401   |
| 157 | Укупно насељених приватних кућа                                                                  | 419087   |
| 158 | Ненасељене приватне куће                                                                         | 41286    |
| 159 | Појединачна домаћинства за привремену употребу                                                   | 13380    |
| 160 | Становници у насељеним приватним кућама                                                          | 1635477  |
| 161 | Насељеност станара у приватним становима                                                         | 3.97     |
| 162 | Просечно становника по соби у приватним насељеним домаћинствима                                  | 1        |
| 163 | Појединачна домаћинства са подовима од различитих материјала од земље                            | 401640   |
| 164 | Појединачна домаћинства у приземљу                                                               | 8137     |
| 165 | Појединачна домаћинства са једном спаваћом собом                                                 | 131314   |
| 166 | Појединачна домаћинства са две спаваће собе и више                                               | 279338   |
| 167 | Појединачна домаћинства са једним собом                                                          | 26453    |
| 168 | Појединачна домаћинства са две собе                                                              | 62468    |
| 169 | Појединачна домаћинства са 3 собе и више                                                         | 321178   |
| 170 | Појединачна домаћинства која имају електрично светло                                             | 410541   |
| 171 | Појединачна домаћинства која немају електрично светло                                            | 467      |
| 172 | Појединачна домаћинства која имају водоводну воду у стамбеном простору                           | 395255   |
| 173 | Појединачна домаћинства која немају водоводну воду у стамбеном простору                          | 14910    |
| 174 | Појединачна домаћинства која имају тоалет                                                        | 409211   |
| 175 | Појединачна домаћинства која имају канализацију                                                  | 408707   |
| 176 | Појединачна домаћинства која немају канализацију                                                 | 1328     |
| 177 | Појединачна домаћинства која имају електрично светло, довод воде из јавне мреже и канализацију   | 393397   |
| 178 | Појединачна домаћинства без икаквих услова                                                       | 1454     |
| 179 | Појединачна домаћинства која имају радио                                                         | 364747   |
| 180 | Појединачна домаћинства која имају телевизор                                                     | 403783   |
| 181 | Појединачна домаћинства која имају фрижидер                                                      | 361649   |
| 182 | Појединачна домаћинства која имају машину за веш                                                 | 309712   |
| 183 | Појединачна домаћинства која имају аутомобил или комби                                           | 166887   |
| 184 | Појединачна домаћинства која имају рачунар                                                       | 145044   |
| 185 | Појединачна домаћинства која имају фиксну телефонску линију                                      | 268026   |
| 186 | Појединачна домаћинства која имају мобилни телефон                                               | 285489   |
| 187 | Појединачна домаћинства која имају приступ интернету                                             | 101562   |